# Sköldknektar
Sköldknektar kallades vissa krigare, som tjänstgjorde i Livland under Karl IX:s regeringstid.
Efter att ha förlorat slaget vid Kirkholm 1605 lovade Karl IX att alla frivilliga ryttare och knektar i Livland skulle få frälsefrihet på sina gårdar. De fick alla ett gemensamt sköldemärke. Så snart någon utmärkt sig för tapperhet, skulle han få eget vapen, fullt frälse och privilegier. Ett fåtal ryttare och endast några hundratal knektar anmälde sig, trots att våld användes för att övertala dem. Snart föll hela saken i glömska.